# Julius Wilhelm Zincgref
Julius Wilhelm Zincgref, gelegentl. auch Zinkref und Zengravius, (* 3. Juni 1591 in Heidelberg; † 12. November 1635 in St. Goar) war ein deutscher Lyriker, Spruchdichter und Herausgeber.

## Leben
Der als Sohn eines kurfürstlichen Rats geborene Zincgref studierte seit 1607 an der Ruprecht-Karls-Universität Heidelberg Philosophie, Philologie und Jura. Anschließend unternahm er von 1611 bis 1616 eine Studienreise durch die Schweiz, Frankreich, England und die Niederlande. Nach seiner Rückkehr 1619 promovierte er in Heidelberg zum Dr. iur.
Hier in Heidelberg schloss er sich auch dem Heidelberger Dichterkreis an. Als im Dreißigjährigen Krieg die kaiserlichen Truppen 1622 Heidelberg eroberten, verlor Zincgref seinen Besitz und floh nach Frankfurt am Main, später weiter nach Straßburg. In dieser Zeit erlosch der Dichterkreis, da sich alle Mitglieder, durch den Krieg gezwungen, in Sicherheit bringen mussten.
1624 fungierte Zincgref als Herausgeber für Martin Opitz und dessen Teutsche Poemata. Als Anhang publizierte Zincgref nicht nur sich selbst, sondern u. a. auch Georg Rodolf Weckherlin und Paul Melissus.
Nach Aufenthalten in Stuttgart und Worms wurde er 1632 zunächst Landschreiber in Kreuznach, später in Alzey. Nach der Schlacht bei Nördlingen flüchtete er nach St. Goar am Rhein. Im Alter von 44 Jahren starb Julius Wilhelm Zincgref am 12. November 1635 in St. Goar an der Pest.
Zincgrefs Hauptwerk sind die Apophthegmata, der Teutschen scharpfsinnige kluge Sprüch (1626–1631), eine Sammlung von Geschichten, Sinnsprüchen, Anekdoten und Wortspielen, die vielen nachfolgenden Autoren Anregungen gab. In seinen Werken wandte er sich gegen die typisch barocke Verspieltheit der Sprache. Neben seinen literarischen Arbeiten trat Zincgref meistens als Verfasser und Herausgeber von Flugschriften auf, mit denen er die aktuelle Politik kommentierte und kritisierte. Zugeschrieben wird ihm auch ein unter dem Pseudonym Laurentiades Primnicius erschienenes Flugblatt.

## Werke (Auswahl)
- Facetiae Pennalium, das ist Allerley lustige Schulbossen, 1618
- Emblemata. Frankfurt/M. 1619.[2]
- Sapientia Picta, das ist, Künstliche Sinnreiche Bildnussen und Figuren, Frankfurt/M. 1624
- Apophthegmata teutsch. Hg. von Theodor Verweyen / Dieter Mertens / Werner Wilhelm Schnabel. Bd. I: Text. Bd. II: Erläuterungen und Identifizierungen, mit einer Einleitung von Theodor Verweyen und Dieter Mertens (= Gesammelte Schriften IV/1-2). Berlin, Boston 2011 (Neudrucke deutscher Literaturwerke, NF 57–58).
- als Herausgeber:  Auserlesene Gedichte Deutscher Poeten gesammelt von Julius Wilhelm Zinkgref, 1624 (= Neudrucke deutscher Litteraturwerke des 16. und 17. Jahrhunderts, Band 15), neu herausgegeben von Wilhelm Braune, Niemeyer, Halle (Saale) 1879.[3]
- Gesammelte Schriften, hrsg. Dieter Mertens und Theodor Verweyen. Bd. 1 ff. Tübingen 1978 ff. (Neudrucke deutscher Literaturwerke, N.F. Bd. 28 ff.)

## Werk- und Literaturverzeichnis
- Gerhard Dünnhaupt: Julius Wilhelm Zincgref (1591–1635). In: Personalbibliographien zu den Drucken des Barock. Bd. 6. Hiersemann, Stuttgart 1993, S. 4356–4372, ISBN 3-7772-9305-9.